# Philippe Mahut
 Philippe Mahut (4. marts 1956 – 8. februar 2014) var en fransk fodboldspiller fra Lunery, Cher.
Mahut spillede for syv forskellige fodboldklubber fra 1974 til 1993 – alle i Frankrig – og scorede 30 mål i 654 klubkampe. Han har desuden repræsenteret Frankrigs fodboldlandshold ni gange i de tidlige 1980'ere.